# 朱莉·K·斯坦
朱莉·K·斯坦是一位美国地质考古学家，伯克自然歷史和文化博物館执行馆长和华盛顿大学人类学教授，知名于对美国太平洋西北地区的史前人类的贝塚研究。